# Ministero federale per il digitale e i trasporti
Il Ministero federale per il digitale e i trasporti (in tedesco: Bundesministerium für Verkehr und Digitale Infrastruktur - BMDV), è un dicastero del governo tedesco.
Il Ministero stesso ha circa 1300 dipendenti. Al vertice c'è il ministro federale, e ci sono tre segretari parlamentari e due sottosegretari. Il ministero sovrintende a 63 agenzie e autorità a valle dove lavorano circa 25.000 persone.
L'agenzia è stata costituita dalla fusione tra l'ex Ministero federale dei trasporti e il Ministero federale della pianificazione regionale, dell'edilizia e dello sviluppo urbano, entrambi istituiti nel 1949. Il ministero unito è stato inizialmente nominato Ministero federale dei trasporti e dell'edilizia fino all'adozione. il nome Ministero federale dei trasporti, dell'edilizia e dello sviluppo urbano (BMVBS) nel 2005. L'attuale BMDV ha avuto origine con la ridenominazione del BMVBS attraverso un decreto organizzativo del Governo Merkel III del 17 dicembre 2013.

## Missione
Il ministero è responsabile dei seguenti obblighi nel settore dei trasporti e della costruzione:
- Di strade, ferrovie e navigazione.
- Dell'urbanizzazione, dello sviluppo urbano, dell'amministrazione del territorio.
- Dello sviluppo di tecniche innovative per il settore, ad esempio GPS, nuovi combustibili e sistemi di propulsione e efficienza energetica.

## Organizzazione
Il ministero è un'amministrazione federale suprema ed è organizzato in otto sezioni:
- Sezione Z: Sezione centrale.
- Sezione A: Problemi fondamentali e prioritari.
- Sezione EW: Costruzione e manutenzione di ferrovie.
- Sezione LS: Aviazione, astronautica, navigazione.
- Sezione S: Costruzione e manutenzione di percorsi.
- Sezione AR: Sviluppo territoriale e amministrazione
- Sezione SW: Urbanizzazione.
- Sezione B: Organo direttivo della costruzione e amministratore degli edifici dello Stato tedesco.

Il bilancio concesso al ministero nel 2007 è stato di 24.606 miliardi di euro.
Il ministro è assistito da tre segretari di stato e due vice segretari di stato. Svolge anche la funzione di delegato del governo federale per i nuovi stati (Beauftragte der Bundesregierung für die neuen Bundesländer), una posizione che sin dalla sua comparsa nel 2002 è una posizione di fiducia del cancelliere; e il delegato del governo federale per l'equilibrio amministrativo tra Berlino e Bonn (Beauftragte der Bundesregierung Umzug Berlin / Ausgleich Bonn).
Il ministero è il principale investitore del governo federale.
Il ministero gestisce un libro paga di 1.600 persone tra dipendenti e lavoratori. La sede principale del ministero è a Berlino; e gestisce anche un ufficio secondario, con più dipendenti, a Bonn. Il ministero gestisce inoltre la Bundeseisenbahnvermögen

## Storia
Il ministero è il prodotto della fusione nel 1998 del Ministero federale dei trasporti (Bundesministeriums für Verkehr) e il Ministero federale territoriale dell'amministrazione, dell'industria delle costruzioni e dell'urbanistica (Bundesministeriums für Raumordnung, Bauwesen und Städtebau), con il Ministero federale dei trasporti, dell'ingegneria civile e dell'edilizia abitativa (Bundesministerium für Verkehr, Bau- und Wohnungswesen). Assume il titolo attuale nel 2005.
Fin dal suo inizio, il ministero ha subito numerose variazioni nominali. Dal 1949 il Ministero federale territoriale dell'amministrazione, dell'industria delle costruzioni e dell'urbanistica (Bundesministerium für Raumordnung, Bauwesen und Städtebau), è diventato il Ministero degli alloggi (Bundesministerium für Wohnungsbau), dal 1961 nel Ministero federale delle abitazioni, dell'urbanistica e del governo del territorio (Bundesministerium für Wohnungswesen, Städtebau und Raumordnung), dal 1965 nel Ministero federale per l'edilizia e l'urbanistica (Bundesministerium für Wohnungswesen und Städtebau) e dal 1969-1972 nel Ministero federale per la pianificazione urbana e l'edilizia abitativa (Bundesministerium für Städtebau und Wohnungswesen).